# Powerslave
Pour l’article homonyme, voir Exhumed.
Albums de Iron Maiden
Piece of Mind
(1983) Live After Death
(1985)
Singles
1. 2 Minutes to Midnight
Sortie : 6 août 1984
2. Aces High
Sortie : 22 octobre 1984

Powerslave est le cinquième album studio du groupe de heavy metal britannique Iron Maiden, sorti le 3 septembre 1984.
C'est la première fois qu'il enregistre deux albums consécutifs avec la même formation. C'est aussi le dernier album du groupe à avoir une pièce instrumentale. Il se positionnera à la seconde place des charts britanniques dès sa première semaine de vente.

## Contenu

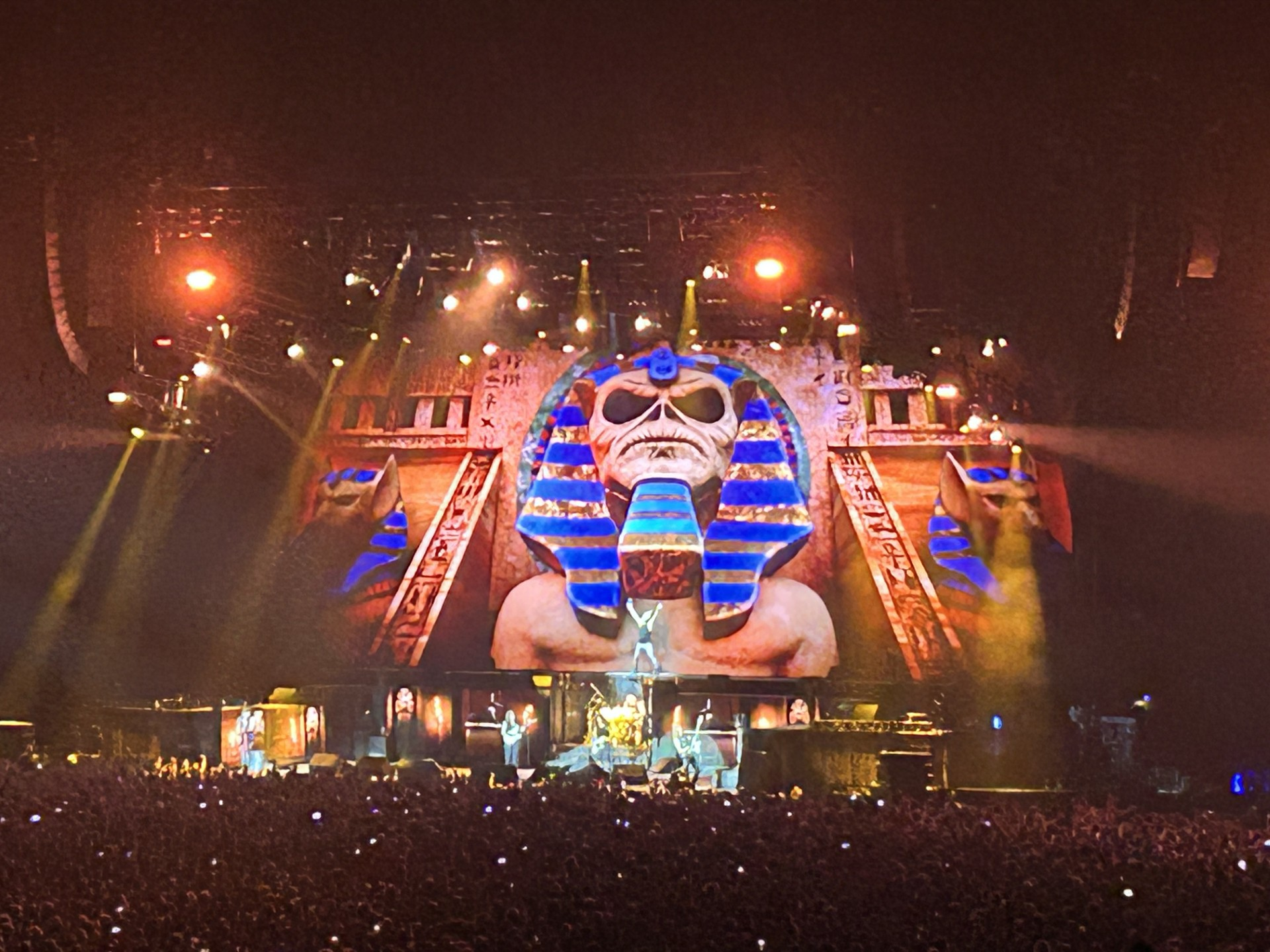
Le groupe jouant Powerslave sur scène en 2025.

L'album Powerslave a été écrit durant le mois de février 1984, l'enregistrement s'est réalisé entre mars et avril 1984 et le mixage, en mai 1984.
L'album contient une chanson inspirée du poème anglais The Rime of the Ancient Mariner (La Complainte du vieux marin en français) de Samuel Taylor Coleridge,, dont une version se trouve également sur le live Live After Death, enregistré durant la tournée promotionnelle de Powerslave. À noter que, jusqu'en 2014 (sessions d'écriture du dernier album, The Book of Souls), ce fut la chanson la plus longue que le groupe ait jamais écrite, culminant à 13 minutes et 36 secondes, Empire of the Clouds atteignant 18 minutes. Avec cette composition de Steve Harris, Iron Maiden se place du côté du metal progressif et aborde des thématiques fantastiques et mythologiques.
La chanson The Duellists est inspirée du film éponyme, premier long métrage réalisé par Ridley Scott.
En tournée, Aces High est souvent précédée d'une intro extraite du discours We shall fight on the beaches (Nous nous battrons sur les plages en français) de Winston Churchill (évoquant le combat contre les forces nazies durant la seconde Guerre mondiale et l'importance de l'aviation anglaise).

## Liste des titres
| A1. | Aces High                   | Steve Harris                  | 4:29  |
| A2. | 2 Minutes to Midnight       | Bruce Dickinson, Adrian Smith | 5:59  |
| A3. | Losfer Words (Big 'Orra)    | Steve Harris                  | 4:13  |
| A4. | Flash of the Blade          | Bruce Dickinson               | 4:02  |
| A5. | The Duellists               | Steve Harris                  | 6:07  |
| B1. | Back in the Village         | Bruce Dickinson, Adrian Smith | 5:03  |
| B2. | Powerslave                  | Bruce Dickinson               | 7:08  |
| B3. | Rime of the Ancient Mariner | Steve Harris                  | 13:34 |

| 1. | Rainbow's Gold (reprise de Beckett)  | Terry Slesser, Kenny Mountain | 4:57 |
| 2. | Mission From 'Arry                   | Steve Harris, Nicko McBrain   | 6:42 |
| 3. | King of Twilight (reprise de Nektar) | Nektar                        | 4:53 |
| 4. | The Number of the Beast (live)       | Steve Harris                  | 4:57 |

Thèmes des chansons
1. ↑  Hommage aux pilotes de la RAF qui ont combattu les attaques nazies durant la bataille d'Angleterre.
2. ↑  Critique la mentalité belliqueuse de l'humanité à l'ère atomique qui pourrait conduire à l'holocauste nucléaire. Le refrain et titre font référence symbolique à la fameuse Horloge de la fin du monde et à l'heure record et symbolique qu'elle a atteinte en 1953 avec les essais nucléaires de l'URSS et des États-Unis.
3. ↑  Titre instrumental, le titre est une déformation orthographique de Lost for words, ce qui signifie « ne sais quoi dire » (c'est pourquoi Bruce ne chante pas sur cette piste). Ora est la prononciation phonétique londonienne de Horror.
4. ↑  Cette chanson est consacrée au thème de l'escrime dont le chanteur Bruce Dickinson est un passionné. Elle évoque l'histoire d'un jeune escrimeur qui s'entraîne à l'épée pour être en mesure de venger ses parents. La chanson a été utilisée pour le film Phenomena de Dario Argento.
5. ↑  Autre chanson consacrée à l'épée. The Duellists est directement inspiré du film Les Duellistes de Ridley Scott avec Harvey Keitel et Keith Carradine. Le film est lui-même inspiré de la nouvelle Le duel de Joseph Conrad.
6. ↑  Les paroles de cette chanson font référence à la série télévisée Le Prisonnier avec Patrick McGoohan.
7. ↑  Un pharaon ne comprend pas sa condition de 'simple mortel' au regard de sa stature de dieu (les pharaons étant considérés comme des dieux dans l'ancienne Égypte). Il promet de venir frapper outre-tombe ceux qui profaneront son tombeau. Le morceau commence par un riff de guitare mais l'intro se trouve à la fin de Back In The Village (dans la version remastérisée de 1998 ; lorsque l'album est publié en 1984 cette intro est au début du morceau Powerslave même), où l'on entend des bruits qui s'apparentent à des pas puis à un rire maléfique. Cette intro est jouée avant Powerslave en live.
8. ↑  Reprise du poème La Complainte du vieux marin de Samuel Taylor Coleridge. L'un des mouvements de cette chanson fait référence à la chanson Number of the Beast du même groupe, avec une mélodie et une construction proche de son introduction.

### Réédition 1998
Lors de la réédition des albums du groupe en 1998, le groupe y a ajouté une section multimédia reprenant deux clips :
1. 2 Minutes to Midnight
2. Aces High

## Musiciens
- Bruce Dickinson : chant
- Dave Murray : guitare
- Adrian Smith : guitare
- Steve Harris : basse
- Nicko McBrain : batterie

## Charts
| Pays             | Chart              | Meilleure position | Nombre de semaines | Première entrée   | Réf    |
| ---------------- | ------------------ | ------------------ | ------------------ | ----------------- | ------ |
| Autriche         | Ö3 Austria Top 40  | 15                 | 6                  | 15 octobre 1984   | [ 10 ] |
| Espagne          | PROMUSICAE         | 96                 | 1                  | 1er octobre 1984  | [ 11 ] |
| Norvège          | VG-lista           | 4                  | 7                  | 37e semaine 1984  | [ 12 ] |
| Nouvelle-Zélande | RIANZ              | 11                 | 8                  | 23 septembre 1984 | [ 13 ] |
| Pays-Bas         | Dutch Top 40       | 5                  | 9                  | 22 septembre 1984 | [ 14 ] |
| Royaume-Uni      | UK Albums Chart    | 2                  | 13                 | 15 septembre 1984 | [ 15 ] |
| Suède            | Sverigetopplistan  | 5                  | 6                  | 14 septembre 1984 | [ 16 ] |
| Suisse           | Swiss Music Charts | 10                 | 7                  | 23 septembre 1984 | [ 17 ] |